# Trígono vagal
El trígono vagal, trígono del nervio vago, triángulo vagal, ala cinerea, ala gris o fóvea inferior ([TA]: trigonum nervi vagi) es una eminencia fusiforme par, de color grisáceo y forma triangular situada en la región caudal del suelo de la fosa romboidea, en el IV ventrículo cerebral, justo por encima del óbex y debajo del trígono del nervio hipogloso. Por debajo se corresponde con la terminación rostral del núcleo dorsal del nervio vago.

## Otras ilustraciones

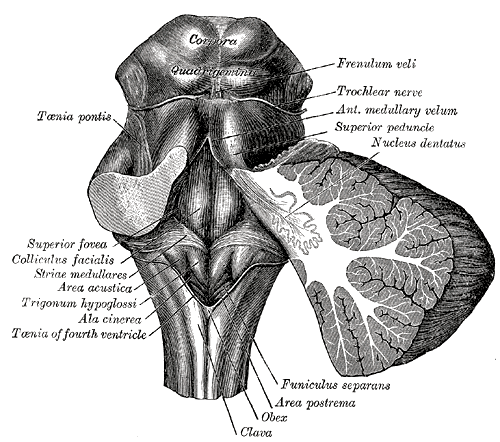
Fosa romboidal.